# مايكل ليستر
مايكل ليستر (بالإنجليزية: Michael Lister)‏ (11 فبراير 1968)؛ كاتب سيناريو وروائي أمريكي.